# Drei Tage von Westflandern 2011
Die 8. Drei Tage von Westflandern fanden vom 4. bis zum 6. März 2011 statt. Statt dreier Etappen mit Massenstart beinhalteten die 3 Tage von Westflandern 2011 zum ersten Mal einen 7-Kilometer-Prolog zum Auftakt und an den beiden folgenden Tagen jeweils eine Etappe mit dem üblichen Massenstart.
Das Etappenrennen war Teil der UCI Europe Tour 2011 und war in die Kategorie 2.1 eingestuft.

## Etappen
| Etappe    | Tag     | Start – Ziel              | km  | Etappensieger  | Führender     |
| --------- | ------- | ------------------------- | --- | -------------- | ------------- |
| 1. Etappe | 4. März | Middelkerke – Middelkerke | 7   | Jesse Sergent  | Jesse Sergent |
| 2. Etappe | 5. März | Brügge – Kortrijk         | 175 | John Degenkolb | Jesse Sergent |
| 3. Etappe | 6. März | Nieuwpoort – Ichtegem     | 200 | Niko Eeckhout  | Jesse Sergent |